# Ariola Discos
Ariola Discos Fonográficos e Fitas Magnéticas Ltda. foi uma das gravadoras da indústria fonográfica do Brasil fundada em 1980 pelo produtor Marco Mazzola, a partir da multinacional original de matriz alemã. Comprada em 1983 pela Polygram, passando a se chamar Barclay até 1987. Já a marca Ariola foi unida à RCA Victor, passando a se chamar RCA-Ariola após a aquisição da RCA Records pelo grupo editorial Bertelsmann, dono também da editora musical Arabella.

## História
O primeiro ano de lançamentos brasileiros da Ariola foi 1980, com os artistas Kleiton e Kledir (Kleiton e Kledir), Alceu Valença (Coração Bobo), Cristina Buarque (Vejo Amanhecer), Toquinho & Vinícius (Um Pouco de Ilusão), MPB4 (Vira Virou), Carlinhos Vergueiro (De Copo na Mão), Milton Nascimento (Sentinela), Ney Matogrosso (com o compacto "Bandido Corazón" e "Folia no Matagal"), Moraes Moreira (Bazar Brasileiro) e Marina Lima (Olhos Felizes).
Até 1979, os discos da Ariola-Eurodisc (nome original alemão) eram lançados no Brasil pela RCA Victor, sendo sua produção vinculada à fábrica da RCA Eletrônica em São Paulo. Na ocasião de lançamento em 1980, o artista jamaicano Bob Marley foi o convidado especial da gravadora, integrante desde 1973 do selo jamaicano Island Records que fazia parte do catálogo da Ariola alemã.
Em 1980, a polêmica saída do artista Chico Buarque do selo Philips (da PolyGram brasileira) rendeu problemas para o selo, proibindo Chico de lançar qualquer disco solo para a companhia atual. A solução encontrada foi fabricar e distribuir o disco Almanaque por conta própria, gravado em novembro de 1981 e lançado em dezembro do mesmo ano, já que até então, as prensagens eram fabricadas e distribuídas pela fábrica da WEA (Warner Music). A PolyGram europeia descobriu que a Ariola alemã passava por apuros financeiros e comprou todo o catálogo, assumindo também todos os prejuízos da gravadora na distribuição a nível mundial. No contrato de venda, a PolyGram matriz se comprometia a manter a marca no Brasil até 1983, quando a matriz alemã fechou o escritório da filial brasileira, entregando a gravadora e os catálogos dos selos Eurodisc e Island à PolyGram, razão pela qual estes selos não foram vendidos à Bertelsmann e futuramente à Sony Music, enquanto que era introduzido em seu lugar, ainda em 1983, o selo francês Barclay para distribuir os títulos do catálogo lançados até ali sob o selo Ariola. Já como Barclay, a gravadora investiu em artistas mais populares e de rock, já que a Ariola priorizava o gênero MPB, infantil e clássico. A PolyGram manteve o selo Barclay em atividade no Brasil até 1987.
A marca Ariola viria a ser adquirida pelo grupo alemão "Bertelsmann Music Group" (BMG) que também adquiriu o selo americano RCA Records, tornando-seRCA-BMG-Ariola em 1984, BMG-Ariola em 1988, BMG Brasil em 1995, e BMG Music na mesma época, até que em 2004, o conglomerado japonês Sony Music (que detinha os catálogos dos selos americanos CBS/Columbia e Epic) e o alemão BMG (com os catálogos dos selos RCA Victor, Candem, Vik e Arista) se fundem em contrato joint-venture passando-se a chamar Sony-BMG.
Hoje o "acervo" brasileiro dos selos Ariola (1980-1983) e Barclay (1983-1987) pertencem à Universal Music (via distribuição na América Latina pelo grupo americano Mercury Records) e a "marca" Ariola, com seus títulos lançados como selo do grupo BMG no Brasil entre 1985 e 2004, bem como produções europeias de 1984 adiante, pertence atualmente à Sony Music.

## Artistas do Selo Ariola/ Barclay no Brasil
- Chico Buarque - (1981 - 1986)
- Elba Ramalho - (1982 - 1986)
- João Bosco - (1982 - 1985)
- Milton Nascimento - (1980 - 1986)
- Moraes Moreira - (1980 - 1983)
- MPB-4 (1980 - 1984)
- Alceu Valença (1980 - 1985); depois foi artista também da RCA Ariola
- Carlinhos Vergueiro (1980 - 1981)
- Toquinho (1980 - 1986)
- Vinícius de Moraes (1980)
- Marina Lima (1980 - 1983)
- Ney Matogrosso (1980 - 1986);
- Os Trapalhões (1980 - 1985)
- Wagner Tiso (1981 - 1985)
- Cristina Buarque (1980-1981)
- Geraldo Azevedo - (1981 - 1985)
- Tetê Espíndola (1985 - 1986)
- Arrigo Barnabé (1982 - 1986)
- Pablo Milanés (1980 - 1984)
- Byafra (1983 - 1987)
- Tunai (1984)
- Uakti (1981 - 1982)
- Nelson Coelho de Castro (1985)
- Mauricio Einhorn e Sebastião Tapajós (1984)
- Tadeu Mathias (1983)